# 風の靴
『風の靴』（かぜのくつ）は、日本の小説家朽木祥による小説、児童文学。
単行本は、2009年3月28日に講談社より刊行された。単行本の装画は、柏村勲による。単行本の挿画は、服部華奈子による。2010年、第57回産経児童出版文化賞の大賞を受賞する。文庫版は、2016年7月15日に講談社文庫より刊行された。作中に登場する湾「風色湾」は、2017年発表の『海に向かう足あと』にも登場している。
著者の朽木は、単行本のあとがきで、「最後のページを閉じたら、海に出かけていきたくなるような、あふれる光のなかに駆けだしていきたくなるような、そんな物語を書きたいと、ずっと考えていました」とした上で、クルーザーを操縦する編集者などと出会ったことなどの幸運が重なって本書を上梓することができた、との旨を述べている。

## あらすじ
海生は、4歳年上の兄、光一が通っている難関中学校の受験に失敗し、また、ことあるごとに光一と比べられてきたことに、つくづくうんざりしていた。8月になってまもなく、祖父の白石厳が突如として命を落としたという知らせを受けた海生は、ますます気分を落とし、葬儀の日の晩に、家出をすることを決意する。やがて、海生は、友人の田明とその妹、八千穂と、飼い犬のウィスカーとともに、ヨットに乗ることの楽しさを教えてくれた祖父が遺したディンギーと呼ばれる小型のヨット「ウインドシーカー号」に乗って湘南の海へ出航する。

## 主な登場人物
海生
中学生。ウィスカーという犬を飼っている。
光一
海生の4歳年上の兄。
田明
海生の友人。
八千穂
田明の3歳年下の妹。

## 書評
児童文学者の神宮輝夫は、単行本の解説「『風の靴』の楽しさ」で、「どこにもドラマ仕立ての大げさな会話も事件の展開もありません。だから、でしょうか、いつの間にか話を読まされてしまい、読後にしっかりした何かが残ります」「登場人物たちの言動を的確にとらえて地味なくらいに抑えて語りながら、読者の興味・関心を先へ先へと押し進めて離さないこの物語は、子どもの文学の新しい流れを予感させます」と評価している。